# Robert Gibson (catch)
Pour les articles homonymes, voir Robert Gibson et Gibson.
Robert Gibson, né Ruben Gibson, le 19 juillet 1958, est un catcheur américain. Il est surtout connu comme la moitié de l'équipe connue sous le nom de Rock 'n' Roll Express, avec Ricky Morton. Il a également participé à des compétitions en solo et a remporté divers championnats tout au long de sa carrière. 
En février 2017, il a été annoncé que le Rock 'n' Roll Express était intronisé au WWE Hall of Fame dans la promotion de 2017. Le 31 mars 2017, à Orlando, en Floride, le duo a accepté cet honneur. La cérémonie a eu lieu le vendredi soir avant WrestleMania 33.

## Carrière dans le catch

### Début de carrière (1975-1983)
Gibson commence à lutter sous le nom de Robert Gibson en 1977. Son premier match est contre Eddie Sullivan. Il est formé par son frère Ricky Gibson et fait équipe avec celui-ci dans les fédérations indépendantes du Sud des États-Unis. 

### The Rock 'N Roll Express (1983-2002)

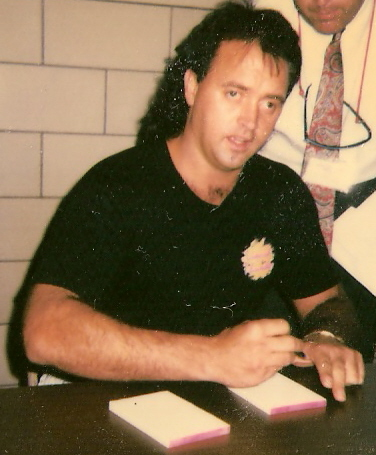
Gibson lors d'une séance de dédicaces en 1991

En 1983, il forme le Rock 'N Roll Express avec Ricky Morton. Ils entrent en rivalité avec The Midnight Express (en) (Bobby Eaton et Dennis Condrey (en)) à la USWA / CWA, et la querelle se poursuit à la National Wrestling Alliance (NWA) de Jim Crockett Promotions (en) en 1985. Ils remportent le NWA Tag Title quatre fois et combattent contre les Four Horsemen, Ivan et Nikita Koloff, et l'équipe de Rick Rude et Manny Fernandez (wrestler) (en). Même si lui et Morton ont la même musculature et luttent avec un style similaire, Gibson est toujours considéré comme le plus fort et le plus puissant des deux. 
Gibson se blesse en 1990 et lorsqu'il revient à la World Championship Wrestling (WCW) en 1991, Morton le trahit pour rejoindre The York Foundation (en). Ils sont en rivalité et Gibson fait équipe avec Tom Zenk, mais sans succès et quitte bientôt la WCW. Il rejoint Morton à la Smoky Mountain Wrestling (SMW) et ils font rivalité avec les Heavenly Bodies (en) managés par Jim Cornette. Peu de temps avant la disparition de la SMW, Gibson tourne les talons et rejoint la Cornette's Army. 
L'équipe se reforme brièvement, d'abord à l'United States Wrestling Association, à la World Wrestling Federation en 1993, puis à la WCW en 1996. En 1998, ils font partie de l'angle NWA de la WWF pendant une brève période. Le Rock n 'Roll express remporte les championnats par équipe de la NWA avant de les perdre face aux Headbangers un mois plus tard. 
En 1998, il travaille, en solo, pour l' Extreme Championship Wrestling. 
Le 12 février 2000, il retourne à la WCW et perd face au champion du monde de télévision de la WCW Jim Duggan lors de WCW Saturday Night . 
Leur dernière apparition dans une des fédérations principales est avec la Total Nonstop Action Wrestling, quand ils font partie de la faction Sports Entertainment Xtreme de Vince Russo .

### Carrière ultérieure (2002-présent)

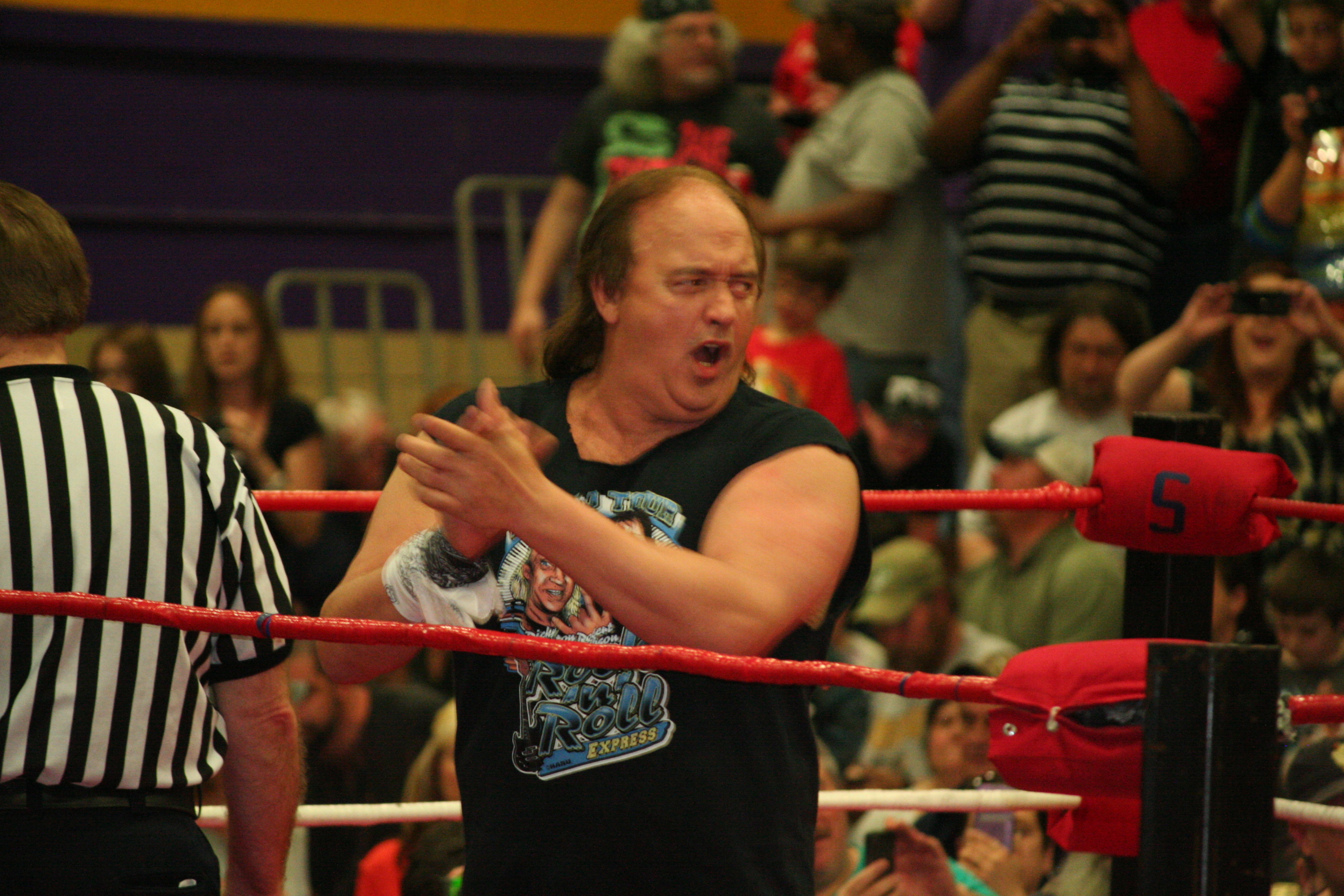
Gibson en 2013

Gibson est apparu également à un spectacle de la Wrestle Birmingham en 2002 en tant que « Robert Fuller Jr. », se faisant passer pour le fils du catcheur vétéran Robert Fuller, une gimmick également utilisée par d'autres. 
À la fin de l'année 2003, Robert et Ricky Morton rejoignent la nouvelle « Original » Big Time Wrestling, sous la bannière de la All World Wrestling League. 
De 2007 à 2009, il travaille pour Ultimate Wrestling, une promotion dans sa ville natale de Pensacola, en Floride, où il était la moitié des tout premiers champions par équipe de Ultimate Wrestling avec Bobby Doll. En septembre 2010, il revient dans la fédération. 
En 2014, le Rock-n-Roll Express travaille toujours sur le circuit indépendant. 
En 2016, The Rock N 'Roll Express fait une apparition spéciale dans le cadre de l'émission télévisée hebdomadaire Impact Wrestling 's Total Nonstop Deletion, où ils participent à un match Tag Team Apocalypto avec d'autres équipes. 
En février 2017, la WWE diffuse une vidéo hommage au Rock n 'Roll Express et annonce leur intronisation au WWE Hall of Fame avant WrestleMania.  
Le Rock N Roll Express participe à l'édition 2019 de la Jim Crockett Cup, mais est battu par les Briscoe Brothers au premier tour. Lors des enregistrements télévisés de la NWA le 1er octobre 2019, ils remportent le championnat du monde par équipe de la NWA. 
L'équipe a fait ses débuts à la New Japan Pro-Wrestling lors de l'événement Fighting Spirit Unleashed 2019, trois événements organisés par la fédération aux États-Unis.

## Vie privée
Gibson a reconnu; lors d'un événement de collecte de fonds à la Western Pennsylvania School for the Deaf, qu'il était un enfant entendant de parents sourds. Il connaît la langue des signes et parle souvent avec les mains dans le ring avant ses matchs[réf. nécessaire]. 
Le 15 septembre 2006, son frère, Ricky Gibson, décède. La mère et le père de Robert meurent également. La WWE reconnaît leurs morts sur son site, WWE.com.
Il est fiancé à Tami McMaster.
Il est copropriétaire de l'entreprise d'excursions en haute-mer Zeke's Deep Sea Fishing à Orange Beach, en Alabama[source insuffisante].
En décembre 2015, Gibson ouvre une école de lutte à Douglasville, en Géorgie, qui sert également de promotion indépendante appelée All Pro Championship Wrestling,.

## Palmarès

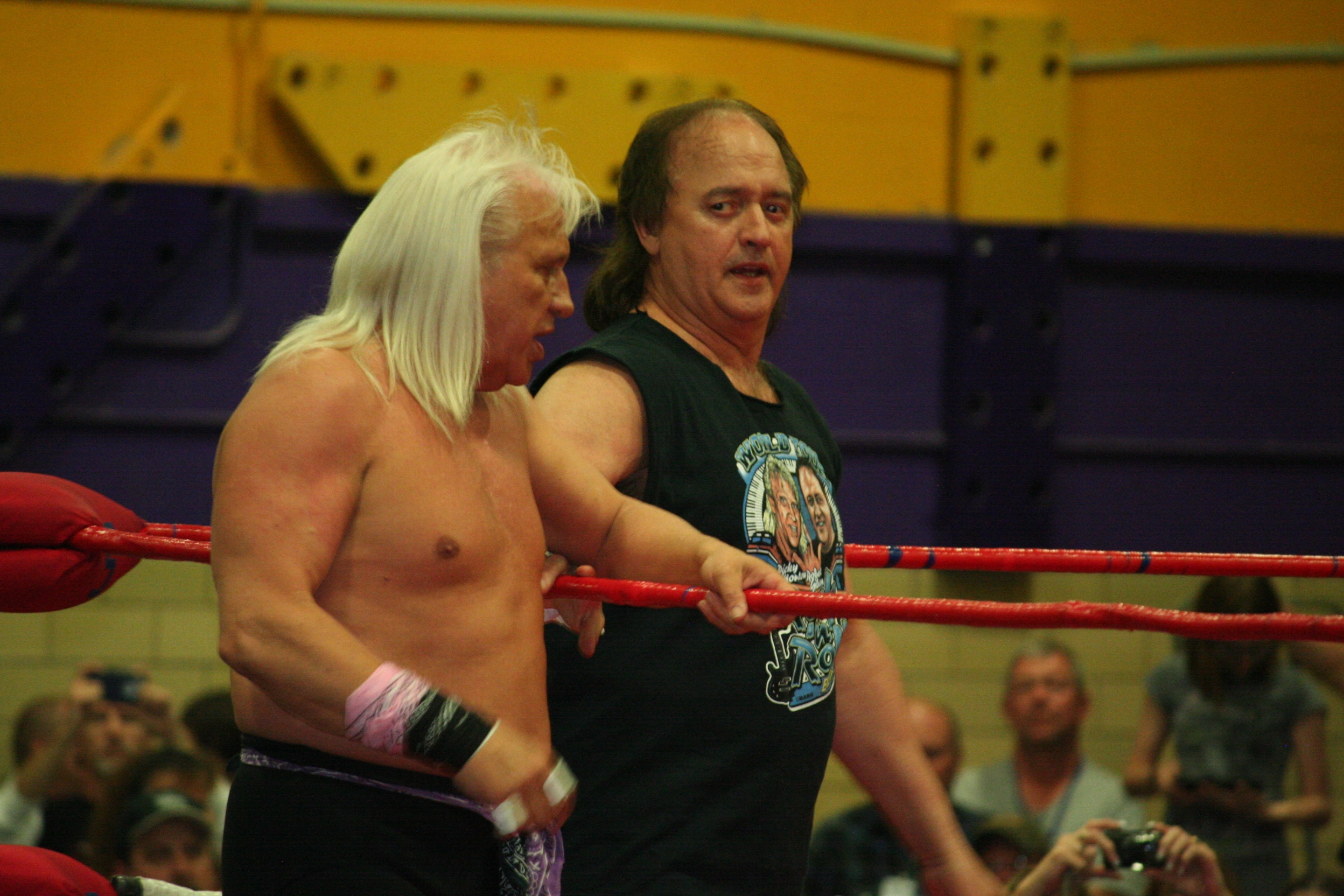
Le Rock & Roll Express

- Appalachian Mountain Wrestling
  - AMW Tag Team Championship (1 fois, actuel)[8]
- All-Pro Championship Wrestling
  - APCW Tag Team Championship (3 fois) - avec Jason Gibson (1) and Mike Youngblood (2)
- All-Pro Championship Wrestling (en)
  - APW Heavyweight Championship (1 fois)
  - APW Tag Team Championship (1 fois)
- All-Star Wrestling
  - ASW Tag Team Championship (1 fois) - avec Ricky Morton
- Jim Crockett Promotions (en)
  - NWA World Tag Team Championship (Mid-Atlantic version) (1 fois) - avec Ricky Morton
- Korean Pro-Wrestling Association
  - NWA World Tag Team Championship (1 fois) - avec Ricky Morton
- NWA Mid Atlantic Championship Wrestling
  - MACW Tag Team Championship (en) (4 fois) - avec Ricky Morton (3) et Brad Armstrong (1)[9]
- Mid-South Wrestling Association (Tennessee)
  - MSWA Southern Tag Team Championship (1 fois) - avec Ricky Morton (1)[10]
- Mid-South Wrestling Association (en)
  - Mid-South Tag Team Championship (en) (3 fois) - avec Ricky Morton
- National Wrestling Alliance
  - NWA World Tag Team Championship (3 fois, actuel) - avec Ricky Morton[N 1]
  - NWA Hall of Fame (en) (promotion de 2006)
- NWA Mid-America (en) / Continental Wrestling Association / Championship Wrestling Association (en)
  - AWA Southern Tag Team Championship (en) (5 fois, actuel) - avec Ricky Gibson (3), Bill Dundee (en) et  Ricky Morton (1)[11],[12]
  - CWA Tag Team Championship (en) (1 fois) - avec Ricky Gibson
  - CWA World Tag Team Championship (en) (1 fois) - avec Ricky Gibson
  - NWA Mid-America Heavyweight Championship (en) (1 fois) - avec Ricky Gibson
  - NWA Mid-America Tag Team Championship (en) (1 fois) - avec Don Fargo
- NWA Southwest
  - NWA World Tag Team Championship (1 fois) - avec Ricky Morton
- NWA Wildside (en)
  - NWA Wildside Tag Team Championship (en) (1 fois) - avec Ricky Morton
- New Age Championship Wrestling
  - NACW Tag Team Championship
- Pro Wrestling eXpress (en)
  - NACW Tag Team Championship
  - PWX Tag Team Championship (1 fois) - avec Vince Kaplack
- Pro Wrestling Illustrated
  - no  99 sur 500 de la liste des meilleurs catcheurs des années précédentes en 2003[13]
  - no  4 sur 100 de la liste des meilleures équipes des années précédentes, avec Tito Santana, en 2003[13]
- Smoky Mountain Wrestling
  - SMW Beat the Champ Television Championship (1 fois)
  - SMW Tag Team Championship (1 fois) - avec Ricky Morton
- Southeastern Championship Wrestling (en)
  - NWA Southeast United States Junior Heavyweight Championship (en) (2 fois)
- Traditional Championship Wrestling
  - TCW Tag Team Championship (en) (1 fois) - avec Ricky Morton[14]
- Ultimate Championship Wrestling
  - UCW Tag Team Championship (1 fois) - avec Ricky Morton[10]
- Ultimate Wrestling
  - Ultimate Wrestling Tag Team Championship (1 fois) - avec Bobby Doll
- United States Wrestling Association
  - USWA World Tag Team Championship (en) (2 fois) - avec Ricky Morton
- Viral Pro Wrestling
  - VPW Tag Team Championship (1 fois, actuel) - avec Ricky Morton[15]
- World Organization of Wrestling
  - WOW Tag Team Championship (1 fois) - avec Ricky Morton
- Wrestling Observer Newsletter
  - Wrestling Observer Hall of Fame (1 fois) - avec Ricky Morton[16]
- World Wrestling Entertainment
  - WWE Hall of Fame (promotion de 2017) - avec Ricky Morton[17]